# やすみ哲夫
やすみ 哲夫（やすみ てつお、1954年1月1日 - ）は、日本の男性アニメーター、アニメーション演出家、アニメーション監督、脚本家。本名の八角 哲夫（読み同じ）名義での活動もある。フリー。大地丙太郎の師匠でもある。

## 来歴
1972年頃、『週刊プレイボーイ』や『平凡パンチ』などの週刊誌にイラストや漫画を寄稿。1976年、テレビアニメ『まんが世界昔ばなし』でアニメ演出家デビューし、絵コンテ・演出・作画・美術の1人4役で製作。1978年頃、高橋良輔主宰のスタジオあかばんてんに参加。
1980年代に入るとシンエイ動画の仕事が増え、1988年に『つるピカハゲ丸くん』で初めて監督を務めた。1990年代からは脚本での参加もしばしば見られる。

## 作風
特にシンエイ作品では、番組中にミニコーナーが付くのが特徴である（『あたしンち』を始め、『つるピカハゲ丸くん』の「つるセコベストテン」内のお便りや歌のコーナー、『おぼっちゃまくん』の「茶魔語講座」など）。

## 参加作品

### テレビアニメ
1976年
- まんが世界昔ばなし（絵コンテ・演出・作画・美術）

1978年
- まんが日本昔ばなし（演出・作画・美術）

1980年
- がんばれゴンベ（絵コンテ・演出）
- 怪物くん［新］（絵コンテ・演出）
- おじゃまんが山田くん（絵コンテ）

1981年
- 忍者ハットリくん（絵コンテ・演出）

1982年
- 一ッ星家のウルトラ婆さん（絵コンテ）
- フクちゃん（絵コンテ）

1983年
- ときめきトゥナイト（絵コンテ）
- パーマン［新］（絵コンテ）
- まんが日本史（絵コンテ）

1984年
- あした天気になあれ（絵コンテ）
- 伊賀野カバ丸（絵コンテ）
- オヨネコぶーにゃん（絵コンテ・演出）
- らんぽう（絵コンテ）

1985年
- オバケのQ太郎［新］（絵コンテ・演出）
- へーい!ブンブー（絵コンテ）

1986年
- Mr.ペンペンII（演出）
- ロボタン［リメイク版］（演出）
- オズの魔法使い（絵コンテ）

1987年
- ウルトラB（絵コンテ・演出）
- げらげらブース物語（演出 ・絵コンテ）

1988年
- つるピカハゲ丸くん（監督・絵コンテ）

1989年
- おぼっちゃまくん（監督・脚本・絵コンテ）

1991年
- どろろんぱっ!（監督・脚本・絵コンテ・演出）

1992年
- それいけ!アンパンマン（脚本）
- コボちゃん（絵コンテ）

1994年
- 中崎タツヤ スーパーギャグシアター（監督）
- 学校のコワイうわさ 花子さんがきた!!（監督・脚本・演出・作画・CG）

1995年
- ぼのぼの（シリーズ構成）
- クマのプー太郎（脚本）

1996年
- こちら葛飾区亀有公園前派出所（監督〈初代〉・絵コンテ）

1997年
- 忍ペンまん丸（監督・脚本・絵コンテ）

1998年
- 浦安鉄筋家族（絵コンテ）
- ヨシモトムチッ子物語（監督）

1999年
- イソップワールド（絵コンテ）
- 週刊ストーリーランド（総監督・絵コンテ・演出・美術監督）

2000年
- くまの子ウーフ（脚本）※八角哲夫名義

2002年
- 格闘料理伝説ビストロレシピ（監督）
- あたしンち（監督〈2代目〉・脚本・絵コンテ）
- 野坂昭如 戦争童話集「ウミガメと少年-沖縄編-」（監督・絵コンテ）

2004年
- 野坂昭如 戦争童話集「小さい潜水艦に恋をしたでかすぎるクジラの話」（監督・絵コンテ）

2005年
- ドラえもん［リニューアル版］（ミニシアター絵コンテ）

2006年
- ぜんまいざむらい（監督・脚本・絵コンテ）
- 野坂昭如 戦争童話集「焼跡の、お菓子の木」（監督・絵コンテ）

2007年
- はぴはぴクローバー（総監督・シリーズ構成）
- まめうしくん（脚本）
- 野坂昭如 戦争童話集「ふたつの胡桃（くるみ）」（総監督・脚本）

2008年
- 野坂昭如 戦争童話集「キクちゃんとオオカミ」（総監督・脚本）

2009年
- 野坂昭如 戦争童話集「青い瞳の女の子のお話」（総監督）
- ご姉弟物語（監督・脚本・絵コンテ）

2010年
- はなかっぱ（シリーズ構成・脚本）
- スティッチ! 〜ずっと最高のトモダチ〜（総監督）

2011年
- Zoobles!（シリーズ構成・脚本）

2012年
- 黒魔女さんが通る!!（監督・脚本・絵コンテ）

2013年
- NINJAハットリくんリターンズ（監督・シリーズ構成・絵コンテ・演出）

2015年
- スティッチ! パーフェクト・メモリー（脚本監修）

2020年
- ハクション大魔王2020（絵コンテ）

### 劇場アニメ
1992年
- トキメキソーラーくるまによん（監督）

1994年
- ウメ星デンカ 宇宙の果てからパンパロパン!（監督）

1996年
- はむこ参る!（監督・脚本）
- APO APOワールド ジャイアント馬場90分一本勝負（監督）

2002年
- 爆転シュート ベイブレード THE MOVIE 激闘!!タカオVS大地（監督）
- ザ☆ドラえもんズ ゴール!ゴール!ゴール!!（監督）

2003年
- 映画 あたしンち（監督・絵コンテ）

2007年
- クレヨンしんちゃん 嵐を呼ぶ 歌うケツだけ爆弾!（脚本）

2009年
- 映画ドラえもん 新・のび太の宇宙開拓史（絵コンテ）

2010年
- 劇場版3D あたしンち 情熱のちょ〜超能力♪ 母大暴走!（監修）

2011年
- 映画ドラえもん 新・のび太と鉄人兵団 〜はばたけ 天使たち〜（OPコンテ）

2013年
- 映画はなかっぱ 花さけ!パッカ〜ん♪ 蝶の国の大冒険（脚本）

2017年
- ゴーちゃん。〜モコとちんじゅうの森の仲間たち〜（監督・絵コンテ）

2018年
- ゴーちゃん。〜モコと氷の上の約束〜（監督）

### OVA
1985年
- THE CHOCOLATE PANIC PICTURE SHOW （特殊作画）

1989年
- いしいひさいちのナンダカンダ劇場2 地底人II クリスマスはエエド（ユニット・ディレクター）

1991年
- 入院ボッキ物語 おだいじに! （協力）

1994年
- 気分は形而上 実在OL講座（監督）

2014年
- みんなのどうよう（総監督・演出・美術)

2015年
- やっぱり海が好き（監督・総監督）

### Webアニメ
2010年
- シンエイぷちアニ劇場 なんちゃって!（監督）

2011年
- シンエイぷちアニメ劇場 西武鉄道駅員タコちゃん（監督・絵コンテ）

2024年
- あたしンちNEXT（総監督）

### 短編アニメ
1984年
- アンパンマンとばいきんまん（演出）

2024年
- 笑点 妖怪長屋編（OP作画監督）

### ゲーム
2007年
- ドラベース ドラマチック・スタジアム（オープニングアニメーション）

## その他
- 藤子・F・不二雄大全集『ウメ星デンカ』3巻（2012年、小学館） - 解説を執筆。